# Il richiamo (film 2009)
Il richiamo è un film del 2009, diretto da Stefano Pasetto e con protagoniste Sandra Ceccarelli e Francesca Inaudi. Il film è stato distribuito nelle sale italiane l'11 maggio 2012.

## Trama
Lucia è una hostess con la passione per il pianoforte, un marito medico e un'ombra sul cuore. Afflitta da un dolore impalpabile e tormentata da una malattia ancora da diagnosticare, Lucia scopre il tradimento del marito e l'amicizia di Lea, una giovane donna che sogna di lasciare Buenos Aires per la Patagonia, un lavoro alienante per un incarico più nobile. Legata sentimentalmente a Marco, Lea è ossessionata da un padre assente che da sempre rimanda di incontrarla e di amarla. Le lezioni di piano, unite all'esuberanza di Lea favoriscono l'amicizia e conducono le due donne in una passionale fuga lontano dalla città, verso se stesse. Nello sconfinato sud del mondo, dove riparano i fuggiaschi dal mondo, troveranno lo spazio e poseranno l'irrequietezza.